# Штаухиц
Штаухиц (њем. Stauchitz) општина је у њемачкој савезној држави Саксонија. Једно је од 34 општинска средишта округа Мајсен. Према процјени из 2010. у општини је живјело 3.388 становника. Посједује регионалну шифру (AGS) 14627260.

## Географски и демографски подаци
Штаухиц се налази у савезној држави Саксонија у округу Мајсен. Општина се налази на надморској висини од 124 метра. Површина општине износи 32,4 km². У самом мјесту је, према процјени из 2010. године, живјело 3.388 становника. Просјечна густина становништва износи 104 становника/km².